# تموته
تموته، روستایی از توابع منطقه ایل گورک سقز (بخش مرکزی) شهرستان سقز در استان کردستان ایران است.

## جمعیت
این روستا در دهستان میرده قرار دارد و براساس سرشماری مرکز آمار ایران در سال ۱۳۸۵، جمعیت آن ۲۷۷ نفر (۴۵خانوار) بوده‌است.